# Bishop’s Cleeve
Bishop’s Cleeve – wieś w Anglii, w hrabstwie Gloucestershire, w dystrykcie Tewkesbury. Leży 16 km na północny wschód od miasta Gloucester i 142 km na zachód od Londynu.